# 등취문
등취문(중국어: 鄧萃雯, 병음: Tang Sui Man, 1966년 3월 2일 ~ )은 홍콩의 배우이다.

## 주죠 이력
영국령 홍콩에서 출생하였으며 지난날 한때 중화인민공화국 광둥성 포산 시 난하이 구에서 잠시 유아기를 보낸 적이 있는 그녀는 1985년 영국령 홍콩에서 광고 모델 첫 데뷔하였다.